# Girabola de 2019–20
O Girabola 2019-20 ou Girabola Zap 2019-20, por motivos de patrocínio, é a 42.ª edição do Campeonato Nacional de Seniores da Angola organizado pela Federação Angolana de Futebol.
A principal diferença no torneio é a mudança do calendário para o usado no hemisfério norte.
O Clube Desportivo Primeiro de Agosto continua como o único clube a disputar todas as edições do campeonato.
Em março devido a pandemia a competição é paralisada. Em julho de 2020, a temporada é encerrada em reunião sem declarar campeão, apenas os representantes para os torneios africanos :o Petro de Luanda e o 1º de Agosto serão as duas formações que representarão Angola na Liga Africana de Clubes Campeões, enquanto o FC Bravos do Maquis e o Sagrada Esperança serão os representantes do país na Taça das Confederações.

## Promovidos e rebaixados
| Pos. | Rebaixados no Girabola 2019 |
| ---- | --------------------------- |
| 14.º | Kabuscorp                   |
| 15.º | Saurimo                     |
| 16.º | ASA                         |

| Pos. | Promovidos da Segundona 2019 |
| ---- | ---------------------------- |
| 1.º  | Ferroviário do Huambo        |
| 2.º  | Benfica Lubango[a]           |
| 3.º  | Primeiro de Maio[b]          |

### Estádios e locais
| Equipa                  | Cidade natal | Estádio                     | Capacidade | Desempenho em 2019                                  |
| ----------------------- | ------------ | --------------------------- | ---------- | --------------------------------------------------- |
| Primeiro de Agosto      | Luanda       | Estádio 11 de Novembro      | 50 000     | Campeão do Girabola                                 |
| Petro de Luanda         | Luanda       | Estádio 11 de Novembro      | 50 000     | 2.º no Girabola                                     |
| Desportivo da Huíla     | Lubango      | Estadio da Tundavala        | 25 000     | 3.º no Girabola                                     |
| Interclube              | Luanda       | Estádio 22 de Junho         | 12 000     | 4.º no Girabola                                     |
| Sagrada Esperança       | Dundo        | Estádio Sagrada Esperança   | 3000       | 5.º no Girabola                                     |
| Progresso do Sambizanga | Luanda       | Estádio da Cidadela         | 30 000     | 7.º no Girabola                                     |
| Recreativo do Libolo    | Calulo       | Estádio Patrice Lumumba     | 10 000     | 8.º no Girabola                                     |
| Recreativo da Caála     | Caála        | Estádio Mártires da Canhala | 3000       | 9.º no Girabola                                     |
| Bravos do Maquis        | Luena        | Jonas Kufuna "Mundunduleno" | 4300       | 10.º no Girabola                                    |
| Cuando Cubango          | Menongue     | Campo Municipal             | 5000       | 14.º no Girabola                                    |
| Santa Rita              | Uíge         | Estádio 4 de Janeiro        | 12 000     | 11.º no Girabola                                    |
| Académica do Lobito     | Lobito       | Estádio do Buraco           | 15 000     | 12.º no Girabola                                    |
| Sporting de Cabinda‎     | Cabinda‎‎      | Estádio do Tafe             | 9000       | 13.º no Girabola                                    |
| Ferroviário do Huambo   | Huambo       | Estádio dos Kurikutelas     | 10000      | 1.º no Zonal do Apontamento para o Girabola 2019/20 |
| Wiliete [c]             | Benguela     | Estádio Nacional de Ombaka  | 35000      | 4.º no Zonal do Apontamento para o Girabola 2019/20 |

## Estatísticas

### Artilheiros
| Pos.     | Jogador  | Equipa          | Jogos    |
| 15 golos | 15 golos | 15 golos        | 15 golos |
| -------- | -------- | --------------- | -------- |
| 1        | Toni     | Petro de Luanda | 22       |
| 13 golos |          |                 |          |
| 2        | Yano     | Petro de Luanda | 25       |
| 13 golos |          |                 |          |
|          | Mabululu | 1.º de Agosto   | 27       |

## Classificação
| #  | Equipa                  | J  | V  | E | D  | GP | GC | SG  | Pts | Classificação                               |
| -- | ----------------------- | -- | -- | - | -- | -- | -- | --- | --- | ------------------------------------------- |
| 1  | 1.º de Agosto           | 24 | 16 | 6 | 2  | 41 | 10 | +31 | 54  | Liga dos Campeões da CAF de 2020-21         |
| 2  | Petro de Luanda         | 23 | 16 | 3 | 4  | 42 | 13 | +29 | 51  |                                             |
| 3  | Bravos do Maquis        | 23 | 12 | 4 | 7  | 26 | 22 | +4  | 40  |                                             |
| 4  | Desportivo da Huíla     | 22 | 10 | 7 | 5  | 24 | 16 | +8  | 37  |                                             |
| 5  | Sagrada Esperança       | 23 | 9  | 7 | 7  | 21 | 16 | +5  | 34  |                                             |
| 6  | Académica do Lobito     | 22 | 9  | 6 | 7  | 21 | 18 | +3  | 33  |                                             |
| 7  | Recreativo do Libolo    | 24 | 9  | 5 | 10 | 25 | 30 | −5  | 32  |                                             |
| 8  | Interclube              | 23 | 8  | 7 | 8  | 24 | 23 | +1  | 31  |                                             |
| 9  | Wiliete                 | 23 | 7  | 7 | 9  | 20 | 26 | −6  | 28  |                                             |
| 10 | Recreativo da Caála     | 22 | 8  | 3 | 11 | 16 | 22 | −6  | 27  |                                             |
| 11 | Progresso do Sambizanga | 23 | 6  | 4 | 13 | 16 | 29 | −13 | 22  |                                             |
| 12 | Sporting de Cabinda     | 19 | 5  | 6 | 8  | 20 | 24 | −4  | 21  |                                             |
| 13 | Cuando Cubango          | 23 | 4  | 8 | 11 | 17 | 27 | −10 | 20  |                                             |
| 14 | Ferroviário do Huambo   | 23 | 4  | 8 | 11 | 9  | 25 | −16 | 20  | Rebaixado para Zonal de Apontamento de 2020 |
| 15 | Santa Rita de Cássia    | 23 | 3  | 7 | 13 | 16 | 37 | −21 | 16  | Rebaixado para Zonal de Apontamento de 2020 |
| 16 | 1.º de Maio (R)         | 0  | 0  | 0 | 0  | 0  | 0  | 0   | 0   |                                             |

Última atualização em 29 de março de 2020
Fonte: [carece de fontes?]
Regras para classificação: 1) pontos; 2) pontos por confronto direto; 3) golos por confronto direto; 4) diferença de golos; 5) número de vitórias; 6) play-off.
(C) = Campeão; (R) = Rebaixado; (P) = Promovido; (O) = Vencedor do play-off; (A) = Classificado para a próxima fase. 
Somente aplicável se a temporada não tiver terminado: 
(Q) = Classificado para a fase do torneio indicada; (TQ) = Classificado para o torneio, mas não para a fase indicada; (DQ) = Desclassificado do torneio.

Notas:

- a[a] O Benfica de Lubango terminou em 2.º na Zonal de Classificação